# Leichtathletik-Europameisterschaften 1994/110 m Hürden der Männer

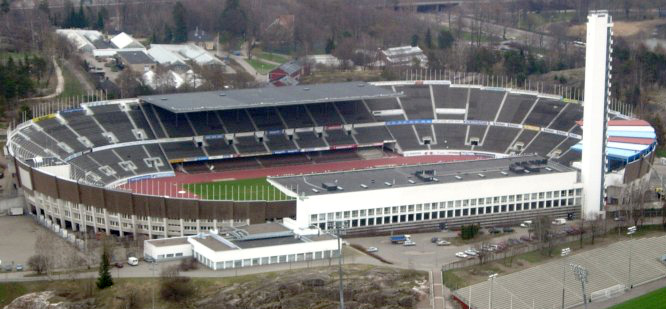
Das Olympiastadion von Helsinki im Jahr 2005

Der 110-Meter-Hürdenlauf der Männer bei den Leichtathletik-Europameisterschaften 1994 wurde am 11. und 12. August 1994 im Olympiastadion der finnischen Hauptstadt Helsinki ausgetragen.
Die britischen Hürdensprinter errangen in diesem Wettbewerb mit Gold und Bronze zwei Medaillen. Europameister wurde der Titelverteidiger, amtierende Weltmeister und Olympiazweite von 1988 Colin Jackson. Er gewann vor dem Deutschen Florian Schwarthoff. Bronze ging an den EM-Zweiten von 1990, WM-Dritten von 1991 und WM-Zweiten von 1993 Tony Jarrett.

## Rekorde

### Bestehende Rekorde
| Weltrekord           | 12,91 s | Colin Jackson | WM Stuttgart, BR Deutschland | 20. August 1993 |
| Europarekord         | 12,91 s | Colin Jackson | WM Stuttgart, BR Deutschland | 20. August 1993 |
| Meisterschaftsrekord | 13,18 s | Colin Jackson | EM Split, Jugoslawien        | 29. August 1990 |

### Rekordverbesserungen
Der britische Europameister Colin Jackson verbesserte seinen eigenen EM-Rekord zweimal:
- 13,16 s – zweiter Vorlauf am 11. August bei einem Rückenwind von 1,5 m/s
- 13,04 s – erstes Halbfinale am 12. August bei einem Rückenwind von 1,0 m/s

## Legende
Kurze Übersicht zur Bedeutung der Symbolik – so üblicherweise auch in sonstigen Veröffentlichungen verwendet:
| CR  | Championshiprekord                       |
| DNF | Wettkampf nicht beendet (did not finish) |
| DNS | nicht am Start (did not start)           |

## Vorrunde
11. August 1994
Die Vorrunde wurde in vier Läufen durchgeführt. Die ersten drei Athleten pro Lauf – hellblau unterlegt – sowie die darüber hinaus vier zeitschnellsten Läufer – hellgrün unterlegt – qualifizierten sich für das Halbfinale.

### Vorlauf 1
Wind: +0,7 m/s
| Platz | Name                | Nation      | Zeit (s) |
| ----- | ------------------- | ----------- | -------- |
| 1     | Florian Schwarthoff | Deutschland | 13,31    |
| 2     | Laurent Ottoz       | Italien     | 13,52    |
| 3     | Thomas J. Kearns    | Irland      | 13,60    |
| 4     | Claes Albihn        | Schweden    | 13,72    |
| 5     | Igor Kováč          | Slowakei    | 13,72    |
| 6     | Tibor Bédi          | Ungarn      | 13,94    |
| 7     | Gunnar Schrör       | Schweiz     | 13,98    |
| DNF   | Igors Kazanovs      | Lettland    |          |

### Vorlauf 2

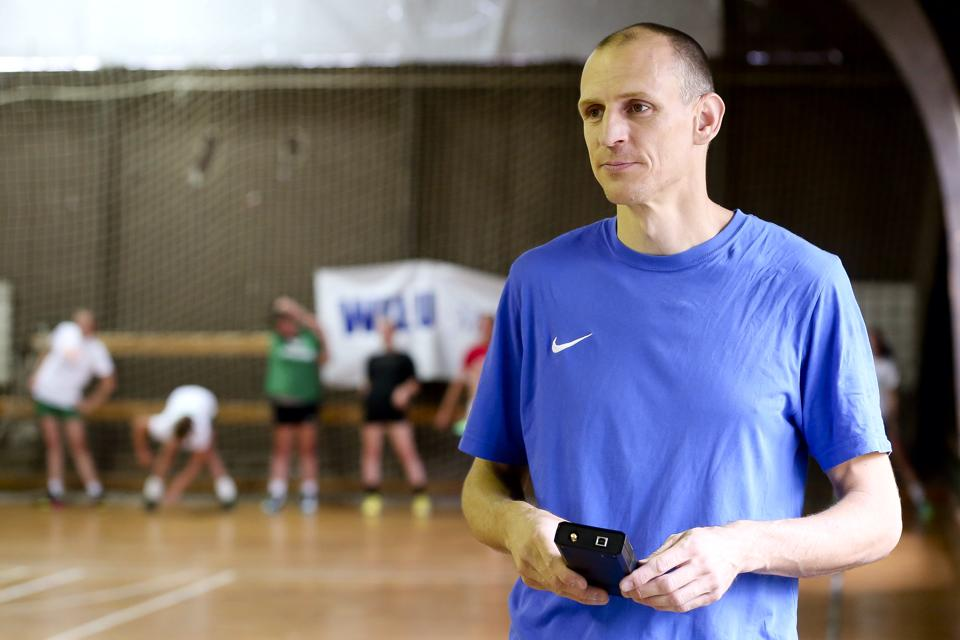
Für Levente Csillag reichte es mit seinem sechsten Platz im zweiten Vorlauf nicht ins Halbfinale

Wind: +1,5 m/s
| Platz | Name            | Nation         | Zeit (s) |
| ----- | --------------- | -------------- | -------- |
| 1     | Colin Jackson   | Großbritannien | 13,16 CR |
| 2     | Dan Philibert   | Frankreich     | 13,43    |
| 3     | Mike Fenner     | Deutschland    | 13,49    |
| 4     | Niklas Eriksson | Schweden       | 13,65    |
| 5     | Kai Kyllönen    | Finnland       | 13,67    |
| 6     | Levente Csillag | Ungarn         | 14,02    |
| 7     | Guntis Peders   | Lettland       | 15,57    |

### Vorlauf 3
Wind: +1,3 m/s
| Platz | Name            | Nation         | Zeit (s) |
| ----- | --------------- | -------------- | -------- |
| 1     | Mark McKoy      | Österreich     | 13,50    |
| 2     | Andy Tulloch    | Großbritannien | 13,52    |
| 3     | Claude Edorh    | Deutschland    | 13,53    |
| 4     | George Boroi    | Rumänien       | 13,64    |
| 5     | Jyrki Kähkönen  | Finnland       | 13,65    |
| 6     | Hubert Grossard | Belgien        | 13,67    |
| 7     | Mathieu Jouÿs   | Frankreich     | 13,78    |
| 8     | Sean Cahill     | Irland         | 14,16    |

### Vorlauf 4
Wind: −0,1 m/s
| Platz | Name              | Nation         | Zeit (s) |
| ----- | ----------------- | -------------- | -------- |
| 1     | Tony Jarrett      | Großbritannien | 13,43    |
| 2     | Antti Haapakoski  | Finnland       | 13,49    |
| 3     | Jonathan N’Senga  | Belgien        | 13,66    |
| 4     | Gaute Gundersen   | Norwegen       | 13,77    |
| 5     | Vincent Clarico   | Frankreich     | 13,81    |
| 6     | Patrik Torkelsson | Schweden       | 13,85    |
| 7     | Robin Korving     | Niederlande    | 14,31    |
| DNF   | Wladimir Belokon  | Ukraine        |          |

## Halbfinale
12. August 1994
Aus den beiden Halbfinalläufen qualifizierten sich die jeweils ersten vier Athleten – hellblau unterlegt – für das Finale.

### Lauf 1
Wind: +1,0 m/s
| Platz | Name             | Nation         | Zeit (s) |
| ----- | ---------------- | -------------- | -------- |
| 1     | Colin Jackson    | Großbritannien | 13,04 CR |
| 2     | Dan Philibert    | Frankreich     | 13,45    |
| 3     | George Boroi     | Rumänien       | 13,53    |
| 4     | Mike Fenner      | Deutschland    | 13,55    |
| 5     | Andy Tulloch     | Großbritannien | 13,62    |
| 6     | Jonathan N’Senga | Belgien        | 13,69    |
| 7     | Jyrki Kähkönen   | Finnland       | 13,73    |
| DNS   | Mark McKoy       | Österreich     |          |

### Lauf 2
Wind: +0,2 m/s
| Platz | Name                | Nation         | Zeit (s) |
| ----- | ------------------- | -------------- | -------- |
| 1     | Tony Jarrett        | Großbritannien | 13,32    |
| 2     | Florian Schwarthoff | Deutschland    | 13,38    |
| 3     | Claude Edorh        | Deutschland    | 13,47    |
| 4     | Antti Haapakoski    | Finnland       | 13,52    |
| 5     | Laurent Ottoz       | Italien        | 13,53    |
| 6     | Thomas J. Kearns    | Irland         | 13,60    |
| 7     | Kai Kyllönen        | Finnland       | 13,63    |
| 8     | Niklas Eriksson     | Schweden       | 13,67    |

## Finale

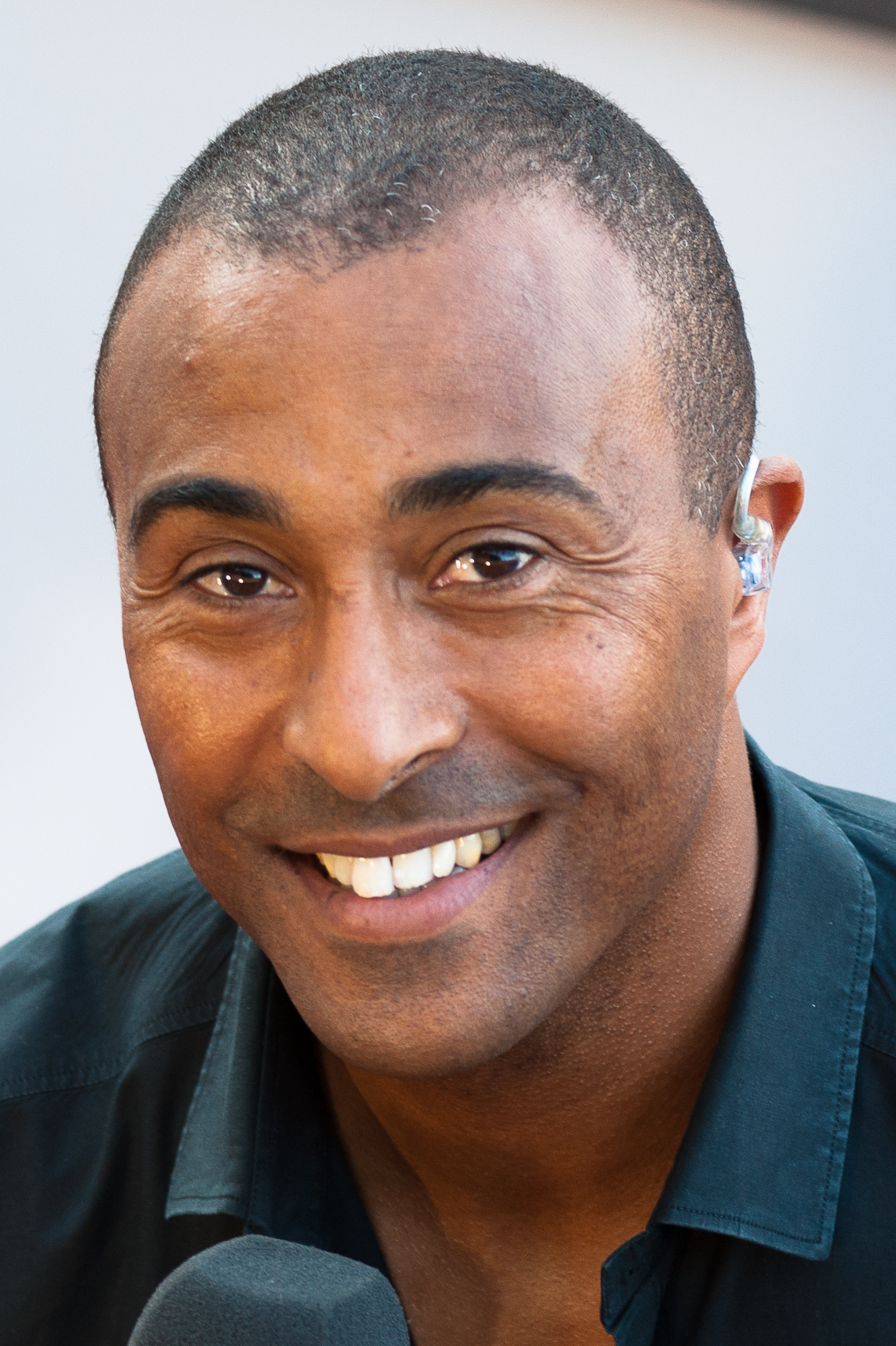
Colin Jackson verteidigte seinen Titel souverän, zwischenzeitlich war der Olympiazweite von 1988 u. a. Weltmeister geworden – weitere Erfolge sollten noch folgen
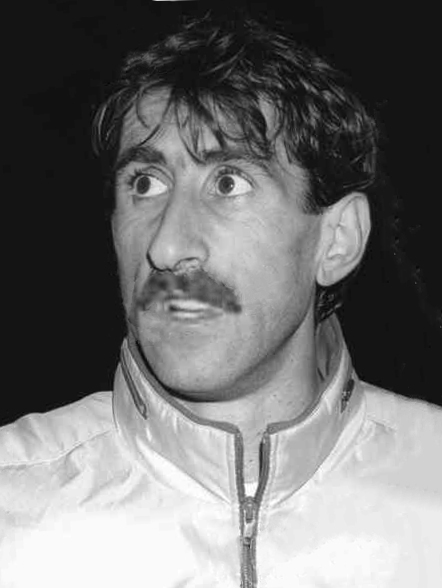
Gheorghe Boroi wurde Achter in diesem Finale – vier Jahre zuvor war er im Halbfinale ausgeschieden

12. August 1994
Wind: +1,1 m/s
| Platz | Name                | Nation         | Zeit (s) |
| ----- | ------------------- | -------------- | -------- |
| 1     | Colin Jackson       | Großbritannien | 13,08    |
| 2     | Florian Schwarthoff | Deutschland    | 13,16    |
| 3     | Tony Jarrett        | Großbritannien | 13,23    |
| 4     | Claude Edorh        | Deutschland    | 13,41    |
| 5     | Mike Fenner         | Deutschland    | 13,53    |
| 6     | Antti Haapakoski    | Finnland       | 13,54    |
| 7     | Dan Philibert       | Frankreich     | 13,54    |
| 8     | George Boroi        | Rumänien       | 13,61    |

## Videolink
- Men's 110m Hurdles Final European Champs Helsinki 1994, www.youtube.com, abgerufen am 31. Dezember 2022